# مقاطعة كاماس (أيداهو)
مقاطعة كاماس (بالإنجليزية: Camas County)‏ هي إحدى مقاطعات ولاية أيداهو في الولايات المتحدة الأمريكية.